# Плохое поведение (телесериал)
«Плохое поведение» (англ. Bad Behaviour) — австралийский драматический телесериал, созданный Корри Ченом и основанный на одноимённом романе писательницы Ребекки Старфорд. Транслируется на стриминговом сервисе Stan с 17 февраля 2023 года.
До своей премьеры на Stan сериал был показан на 73-м Берлинском международном кинофестивале в феврале 2023 года.

## Сюжет
Школьница Джоанн на год поступает в элитную школу-интернат под названием Сильвер-Крик, расположенную в буше. Она пытается наладить отношения с другими учениками в своём общежитии, которое по ночам не охраняется, так как учителя находятся за пределами кампуса. Школа стремится развивать стойкость с помощью занятий на свежем воздухе, таких как походы и марафоны.
Основная часть сюжета строится на взаимоотношениях Джоанн со школьной задирой Порцией и на её попытках поддержать ещё одну стипендиатку — Алису.

## В ролях
- Яна МакКиннон — Джоанн Маккензи
- Маркелла Кавена — Порция
- Ерин Ха — Алиса
- Эрана Джеймс — Ронни
- Дэн Спилман — Кит Маккензи
- Диана Гленн — Кэролайн Маккензи
- Туули Наркле — мисс Лейси
- Мантшологан Мэйл — Руби
- Мелисса Кахраман — Бриони
- Дайя Чепански — Саския

## Сезоны
| Сезон | Серии | Серии | Даты показа     | Даты показа     |
| Сезон | Серии | Серии | Первая серия    | Последняя серия |
| ----- | ----- | ----- | --------------- | --------------- |
| 1     | 4     | 4     | 17 февраля 2023 | 17 февраля 2023 |

## Эпизоды

### Сезон 1(2023)
| № общий | № в сезоне | Название                              | Режиссёр  | Автор сценария                                  | Дата премьеры   |
| --- | ---------- | ------------------------------------- | --------- | ----------------------------------------------- | --------------- |
| 1 | 1          | «Мотылёк в пламени» «Moth to a Flame» | Корри Чен | Пип Кармел, Магдалена Возниак, Ребекка Старфорд | 17 февраля 2023 |
| В то время как Джоанн — начинающий писатель с подработкой, Алиса осуществила свою детскую мечту и стала всемирно известной виолончелисткой. Пораженная холодностью Алисы по отношению к ней, Джоанн вынуждена вернуться в прошлое и вспомнить их приезд в Сильвер-Крик. |            |                                       |           |                                                 |                 |
| 2 | 2          | «Худшее» «The Worst»                  | Корри Чен | Пип Кармел, Магдалена Возниак, Ребекка Старфорд | 17 февраля 2023 |
| Находясь под воздействием адреналина от одобрения Порции, Джоанн попадает в неприятности с разъярённой мисс Лейси. Алиса цепляется за те крошки дружбы, которые предлагает ей Джоанн.                                                                                   |            |                                       |           |                                                 |                 |
| 3 | 3          | «Завершение» «Exeat»                  | Корри Чен | Пип Кармел, Магдалена Возниак, Ребекка Старфорд | 17 февраля 2023 |
| Бывшие ученики Сильвер-Крик воссоединяется в наши дни на похоронах своей одноклассницы Эммы, одной из немногих девушек, которых они все тепло вспоминают, несмотря на разные воспоминания о Сильвер-Крик. Джоанн пытается найти для себя более здоровый путь.           |            |                                       |           |                                                 |                 |
| 4 | 4          | «Дебри» «Wilderness»                  | Корри Чен | Пип Кармел, Магдалена Возниак, Ребекка Старфорд | 17 февраля 2023 |
| Пятнадцатилетняя Джоанн пытается убедить девочек противостоять Порции. В настоящее время Джоанн и Порция ведут редкий и честный разговор о времени, проведённом в Сильвер-Крик. Джоанн решает взглянуть в лицо своему прошлому.                                         |            |                                       |           |                                                 |                 |

## Производство
Сериал, основанный на одноимённом романе Ребекки Старфорд, был написан Пипом Кармелом и Магдаленой Возниак, срежиссирован Корри Ченом и спродюсированный Амандой Хиггс. 
Производством сериала занималась компания Matchbox Pictures, за финансирование и распространение отвечает медиакомпания Screen Australia. 
Съёмки сериала завершились 18 марта 2022 года в штате Виктория в Австралии.

## Релиз
Международная премьера сериала состоялась 20 февраля 2023 года на 73-м Берлинском международном кинофестивале. 
В Австралии премьера состоялась 17 февраля 2023 года на стриминговом сервисе Stan.